# سود سهام

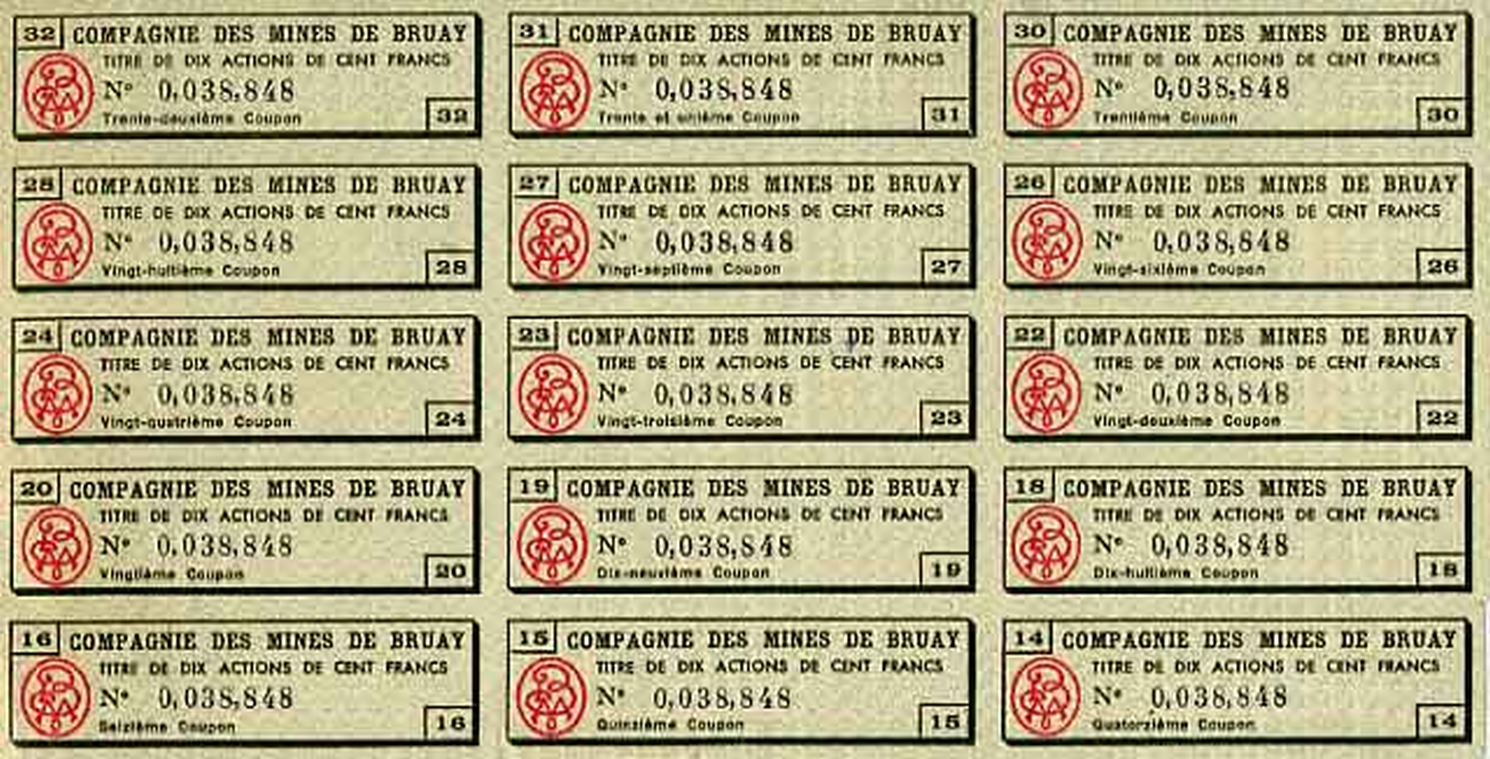
کوپن‌های یک سهم از شرکت معدنی

سود سهام (به انگلیسی: Dividend) بخشی از سود یک شرکت است که بین سهام‌داران آن تقسیم می‌شود. وقتی یک شرکت سود می‌کند، می‌تواند بخشی از این سود را به عنوان سود سهام به سهام‌داران خود بپردازد. مبلغی که توزیع نمی‌شود، دوباره در کسب و کار سرمایه‌گذاری می‌شود (سود انباشته). سود سهام معمولاً به صورت نقدی پرداخت می‌شود، اما می‌تواند به شکل سهام جدید یا بازخرید سهام هم باشد. در برخی موارد، سود سهام ممکن است به صورت دارایی‌های شرکت پرداخت شود.
سود سهام دریافتی برای سهام‌دار، بخشی از درآمد او محسوب می‌شود و ممکن است مشمول مالیات بر درآمد شود. قوانین مالیاتی مربوط به سود سهام در کشورهای مختلف متفاوت است. شرکت برای سود سهامی که پرداخت می‌کند، معافیت مالیاتی دریافت نمی‌کند.
معمولاً سود سهام به صورت مبلغی ثابت برای هر سهم پرداخت می‌شود و سهام‌داران به نسبت تعداد سهامی که دارند، سود دریافت می‌کنند. سود سهام می‌تواند درآمد پایداری را برای سهام‌داران ایجاد کند، اما تضمینی برای ادامه آن وجود ندارد. برای شرکت‌های سهامی، پرداخت سود سهام یک هزینه محسوب نمی‌شود، بلکه تقسیم سود پس از کسر مالیات بین سهام‌داران است. سود انباشته (سودی که به عنوان سود سهام توزیع نشده) در بخش حقوق صاحبان سهام در ترازنامه شرکت نشان داده می‌شود.
شرکت‌های سهامی عام معمولاً سود سهام را طبق یک برنامه ثابت پرداخت می‌کنند، اما ممکن است در هر زمان یک سود سهام برنامه‌ریزی‌شده را لغو کنند یا یک سود سهام برنامه‌ریزی‌نشده (سود سهام ویژه) را اعلام کنند. در مقابل، شرکت‌های تعاونی سود سهام را بر اساس فعالیت اعضا تخصیص می‌دهند و سود سهام آنها اغلب به عنوان هزینه قبل از کسر مالیات در نظر گرفته می‌شود.
پرداخت‌های معمولاً ثابت به دارندگان سهام ممتاز نیز به عنوان سود سهام طبقه‌بندی می‌شوند.

## پیشینه
در تاریخ مالی جهان، کمپانی هند شرقی هلند اولین شرکت ثبت شده (سهامی عام) بود که به‌طور منظم سود سهام پرداخت می‌کرد. این شرکت به مدت تقریباً ۲۰۰ سال (۱۶۰۲–۱۸۰۰)، سالانه معادل ۱۸ درصد از ارزش سهام خود را به عنوان سود سهام به سهامداران پرداخت می‌کرد.
در سیستم‌های حقوقی کامن لا (حقوق عرفی)، دادگاه‌ها معمولاً در سیاست‌های سود سهام شرکت‌ها دخالت نمی‌کنند و به مدیران اختیار زیادی در اعلام یا پرداخت سود سهام می‌دهند. این اصل عدم مداخله در پرونده‌های قضایی کانادا، بریتانیا و استرالیا شکل گرفت. با این حال، در سال ۲۰۱۳، دیوان عالی نیو ساوت ولز در پرونده «شرکت سومیسکی متریال علیه شرکت ذغال ومبو» این رویه را تغییر داد و حق سهامدار برای دریافت سود سهام را به رسمیت شناخت.

## انواع پرداخت سود سهام
- سود سهام نقدی: رایج‌ترین نوع پرداخت است و به صورت پول نقد، معمولاً از طریق انتقال الکترونیکی یا چک، به سهامداران پرداخت می‌شود. این سود به عنوان درآمد سرمایه‌گذاری سهامدار در نظر گرفته می‌شود و معمولاً در سالی که پرداخت می‌شود، مشمول مالیات می‌شود. برای هر سهم، مبلغ مشخصی از پول توزیع می‌شود. به عنوان مثال، اگر شخصی ۱۰۰ سهم داشته باشد و سود سهام نقدی هر سهم ۵۰ سنت باشد، این شخص ۵۰ دلار دریافت می‌کند. سود سهام پرداخت شده هزینه شرکت محسوب نمی‌شود، بلکه از سود انباشته شرکت کسر می‌شود و در ترازنامه شرکت نمایش داده می‌شود، نه در صورت سود و زیان.
- سهام ممتاز در اولویت پرداخت سود سهام هستند: یک شرکت باید قبل از توزیع سود به سهامداران عادی، سود سهام سهام ممتاز را پرداخت کند.
- سود سهام سهام یا اسکریپ: به جای پول نقد، به شکل سهام اضافی شرکت یا شرکت‌های تابعه آن پرداخت می‌شود. این سهام معمولاً به نسبت سهام موجود سهامداران توزیع می‌شود (به عنوان مثال، برای هر ۱۰۰ سهم، ۵ سهم اضافی در سود سهام ۵ درصدی). تقسیم سهام باعث تغییر در ارزش کلی سهام سهامدار نمی‌شود، زیرا با افزایش تعداد سهام، قیمت هر سهم کاهش می‌یابد.
- سود سهام دارایی یا سود سهام جنسی: به صورت دارایی‌های شرکت (مانند اوراق بهادار شرکت‌های دیگر، محصولات یا خدمات) پرداخت می‌شود. این نوع سود سهام نسبتاً نادر است.
- سود سهام موقت: پرداخت‌هایی هستند که قبل از مجمع عمومی سالانه شرکت و انتشار صورت‌های مالی نهایی انجام می‌شوند. این سود سهام معمولاً همراه با صورت‌های مالی موقت شرکت اعلام می‌شود.
- سایر انواع سود سهام: در امور مالی ساختاریافته استفاده می‌شوند. این سود سهام می‌تواند به شکل دارایی‌های مالی با ارزش بازار مشخص یا ضمانت‌نامه باشد. در شرکت‌های بزرگ با شرکت‌های تابعه، سود سهام می‌تواند به شکل سهام شرکت تابعه باشد. یک روش رایج برای «جداسازی» یک شرکت از شرکت مادر، توزیع سهام شرکت جدید به سهام‌داران شرکت قدیمی است. سپس این سهام جدید می‌توانند به‌طور مستقل معامله شوند.

## نسبت پرداخت سود سهام
نسبت پرداخت سود سهام نشان می‌دهد که چه میزان از درآمد یک شرکت (یا جریان نقدی آن) به شکل سود سهام پرداخت می‌شود.
اغلب، نسبت پرداخت بر اساس سود سهام به ازای هر سهم و سود هر سهم محاسبه می‌شود:
نسبت پرداخت بیش از ۱۰۰٪ به این معنی است که شرکت در طول سال سود سهام بیشتری نسبت به درآمد خود پرداخت کرده است.
از آنجایی که سود یک معیار حسابداری است، لزوماً با جریان نقدی واقعی شرکت مطابقت نزدیکی ندارد. از این رو روش دیگری برای تعیین ایمنی سود سهام، جایگزینی سود در نسبت پرداخت با جریان نقدی آزاد است. جریان نقدی آزاد، جریان نقدی عملیاتی شرکت منهای هزینه‌های سرمایه‌ای آن است. این معیاری است که نشان می‌دهد چقدر پول نقد ورودی برای پرداخت به سهام‌داران و/یا رشد کسب‌وکار «آزاد» است.
نسبت پرداخت جریان نقدی آزاد بیش از ۱۰۰٪ به این معنی است که شرکت در طول سال پول نقد بیشتری را به عنوان سود سهام پرداخت کرده است تا پول نقد «آزاد» که دریافت کرده است.

## تاریخ‌های مهم مربوط به سود سهام
سود سهام اعلام شده باید قبل از پرداخت توسط هیئت مدیره شرکت تأیید شود. برای شرکت‌های سهامی عام در ایالات متحده، چهار تاریخ در مورد سود سهام مهم هستند: وضعیت در بریتانیا بسیار مشابه است، با این تفاوت که عبارت «تاریخ سود سهام» استفاده نمی‌شود.
- تاریخ اعلام: روزی است که هیئت مدیره قصد خود را برای پرداخت سود سهام اعلام می‌کند. در این روز، یک بدهی ایجاد می‌شود و شرکت آن بدهی را در دفاتر خود ثبت می‌کند؛ اکنون این پول به سهامداران بدهکار است.
- تاریخ سود: آخرین روز، که یک روز معاملاتی قبل از تاریخ بدون سود سهام است، که در آن گفته می‌شود سهام سود سهام است ("با [شامل] سود سهام"). یعنی سهام‌داران موجود و هر کسی که در این روز سهام را بخرد سود سهام را دریافت می‌کند و هر سهام‌داری که سهام را فروخته باشد حق خود را در سود سهام از دست می‌دهد. پس از این تاریخ سهام بدون سود سهام می‌شود.
- تاریخ بدون سود سهام: روزی است که سهام خریداری شده و فروخته شده دیگر با حق پرداخت جدیدترین سود سهام اعلام شده همراه نیست. در ایالات متحده و بسیاری از کشورهای اروپایی، معمولاً یک روز معاملاتی قبل از تاریخ ثبت است. این تاریخ برای هر شرکتی که سهام‌داران زیادی دارد، از جمله شرکت‌هایی که در بورس معامله می‌شوند، مهم است تا بتواند افرادی را که حق دریافت سود سهام را دارند، تطبیق دهد. سهام‌داران موجود حتی اگر سهام را در آن تاریخ یا بعد از آن بفروشند، سود سهام را دریافت خواهند کرد، در حالی که هر کسی که سهام را خریده باشد سود سهام را دریافت نخواهد کرد. نسبتاً رایج است که قیمت سهام در تاریخ بدون سود سهام به میزان تقریباً معادل سود سهام پرداخت شده کاهش یابد که نشان دهنده کاهش دارایی‌های شرکت در نتیجه پرداخت سود سهام است.
- تاریخ بسته شدن دفتر: هنگامی که یک شرکت سود سهام را اعلام می‌کند، تاریخی را نیز اعلام می‌کند که شرکت به‌طور موقت دفاتر خود را برای انتقال سهام می‌بندد که معمولاً تاریخ ثبت نیز می‌باشد.
- تاریخ ثبت: سهام‌دارانی که در تاریخ ثبت در سابقه شرکت ثبت شده‌اند، سود سهام را دریافت می‌کنند، در حالی که سهام‌دارانی که تا این تاریخ ثبت نشده‌اند، سود سهام را دریافت نخواهند کرد. ثبت نام در اکثر کشورها برای سهامی که قبل از تاریخ بدون سود سهام خریداری شده‌اند، اساساً خودکار است.
- تاریخ پرداخت: روزی است که چک‌های سود سهام واقعاً برای سهام‌داران پست می‌شود یا مبلغ سود سهام به حساب بانکی آنها واریز می‌شود.

## دفعات پرداخت
دفعات پرداخت سود سهام تعداد پرداخت‌های سود سهام در یک سال مالی است. معمول‌ترین دفعات پرداخت سود سهام سالانه، نیمه‌سالانه، فصلی و ماهانه است. برخی از دفعات پرداخت سود سهام رایج در ایالات متحده فصلی، در ژاپن، انگلستان و استرالیا نیمه‌سالانه و در آلمان سالانه است.

## سرمایه‌گذاری مجدد سود سهام
برخی از شرکت‌ها دارای طرح‌های سرمایه‌گذاری مجدد سود سهام یا DRIPs هستند که نباید با اسکریپ‌ها اشتباه گرفته شود. DRIPها به سهام‌داران اجازه می‌دهند از سود سهام برای خرید سیستماتیک مقادیر کمی سهام استفاده کنند، معمولاً بدون کمیسیون و گاهی اوقات با تخفیف جزئی. در برخی موارد، سهامدار ممکن است نیازی به پرداخت مالیات برای این سود سهام سرمایه‌گذاری شده نداشته باشد، اما در بیشتر موارد این کار را انجام می‌دهند. استفاده از DRIP یک ابزار سرمایه‌گذاری قدرتمند است زیرا از هر دو میانگین هزینه دلار و ترکیب استفاده می‌کند. میانگین هزینه دلار اصل سرمایه‌گذاری مبلغ معینی در فواصل زمانی تکرار شونده است. در این حالت، اگر سود سهام به صورت فصلی پرداخت شود، هر سه ماه یک بار مبلغ تعیین شده‌ای (تعداد سهامی که دارید ضربدر سود هر سهم) سرمایه‌گذاری می‌کنید. با انجام این کار، زمانی که قیمت پایین است سهام بیشتری می‌خرید و زمانی که قیمت بالاست کمتر می‌خرید. علاوه بر این، سهام کسری که خریداری می‌شوند، شروع به پرداخت سود سهام می‌کنند، سرمایه‌گذاری شما را ترکیب می‌کنند و تعداد سهام و کل سود سهام دریافتی را هر بار که سود سهام توزیع می‌شود، افزایش می‌دهند.

## قانون و سیاست دولت در مورد سود سهام
دولت‌ها ممکن است برای حمایت از سهام‌داران و حفظ حیات شرکت، سیاست‌هایی را در مورد توزیع سود اتخاذ کنند، و همچنین سود سهام را به عنوان یک منبع بالقوه درآمد در نظر بگیرند.
بیشتر کشورها بر سود حاصل از یک شرکت، مالیات بر شرکت وضع می‌کنند. بسیاری از حوزه‌های قضایی نیز بر سود سهامی که توسط یک شرکت به سهامداران (سهام‌داران) آن پرداخت می‌شود، مالیات وضع می‌کنند، اما نحوه برخورد مالیاتی با درآمد سود سهام در حوزه‌های قضایی مختلف بسیار متفاوت است. مسئولیت مالیاتی اولیه بر عهده سهامدار است، اگرچه ممکن است یک تعهد مالیاتی نیز به شکل مالیات بر عهده شرکت تحمیل شود. در برخی موارد، مالیات تنها به سود سهام محدود می‌شود. مالیات بر سود سهام علاوه بر هرگونه مالیاتی است که مستقیماً بر سود شرکت اعمال می‌شود.
سود سهامی که توسط یک شرکت پرداخت می‌شود، هزینه شرکت نیست.

### استرالیا و نیوزلند
استرالیا و نیوزیلند دارای یک سیستم تخصیص سود سهام هستند که در آن شرکت‌ها می‌توانند اعتبارات فرنکینگ (Franking) یا اعتبارات تخصیص را به سود سهام پیوست کنند. این اعتبارات فرنکینگ نشان‌دهنده مالیات پرداخت شده توسط شرکت بر روی سود قبل از مالیات آن است. یک دلار مالیات شرکت پرداخت شده، یک اعتبار فرانکینگ ایجاد می‌کند. شرکت‌ها می‌توانند هر نسبتی از فرانکینگ را تا حداکثر مبلغی که از نرخ مالیات شرکت حاکم محاسبه می‌شود، ضمیمه کنند: برای هر دلار سود سهام پرداخت شده، حداکثر سطح فرنکینگ، نرخ مالیات شرکت تقسیم بر (۱ - نرخ مالیات شرکت) است. با نرخ فعلی ۳۰٪، این به ازای هر ۷۰ سنت سود سهام، ۰٫۳۰ اعتبار، یا ۴۲٫۸۵۷ سنت به ازای هر دلار سود سهام می‌شود. سهامدارانی که می‌توانند از آنها استفاده کنند، این اعتبارات را با نرخ یک دلار به ازای هر اعتبار در قبوض مالیات بر درآمد خود اعمال می‌کنند، در نتیجه به‌طور مؤثر مالیات مضاعف بر سود شرکت را حذف می‌کنند.

### هند
در هند، شرکتی که سود سهام را اعلام یا توزیع می‌کند، علاوه بر مالیاتی که بر درآمد آنها وضع می‌شود، باید مالیات بر سود سهام شرکت را نیز بپردازد. سپس سود سهام دریافتی توسط سهامداران از مالیات معاف می‌شود. شرکت‌های پرداخت‌کننده سود سهام در هند از ۲۴ درصد در سال ۲۰۰۱ به تقریباً ۱۹ درصد در سال ۲۰۰۹ کاهش یافتند و سپس در سال ۲۰۱۰ به ۱۹ درصد افزایش یافتند. [۱۶] با این حال، درآمد سود سهام بیش از ۱٬۰۰۰٬۰۰۰ ₹ مشمول ۱۰ درصد مالیات سود سهام در دست سهامدار می‌شود. از آوریل ۲۰۱۶ لازم‌الاجرا است. از زمان بودجه ۲۰۲۰–۲۰۲۱، DDT لغو شده است. اکنون، دولت هند درآمد سود سهام را در دست سرمایه‌گذار بر اساس نرخ‌های اسلب مالیات بر درآمد، مشمول مالیات می‌کند.

### ایالات متحده و کانادا
ایالات متحده و کانادا نرخ مالیات کمتری را برای درآمد سود سهام نسبت به درآمد عادی اعمال می‌کنند، با این استدلال که سود شرکت قبلاً به عنوان مالیات شرکت مشمول مالیات شده است. در ایالات متحده، سهامداران شرکت‌ها با مالیات مضاعف - مالیات بر سود شرکت‌ها و مالیات بر توزیع سود سهام مواجه هستند.

### بریتانیا
قوانین بخش ۲۳ قانون شرکت‌ها ۲۰۰۶ (بخش‌های ۸۲۹–۸۵۳) بر پرداخت سود سهام به سهامداران حاکم است. قانون در این بخش به «توزیع» اشاره می‌کند، که هر نوع توزیع دارایی‌های یک شرکت را در بین اعضای آن (با برخی استثنائات)، «چه به صورت نقدی و چه غیر آن» پوشش می‌دهد. یک شرکت تنها می‌تواند از سود انباشته و تحقق یافته خود توزیع کند، «تا جایی که قبلاً توسط توزیع یا سرمایه‌گذاری استفاده نشده باشد، منهای زیان‌های انباشته و تحقق یافته آن، تا جایی که قبلاً در کاهش یا سازماندهی مجدد سرمایه به درستی انجام نشده باشد.»
دولت بریتانیا در سال ۲۰۱۸ اعلام کرد که در حال بررسی بازنگری قوانین موجود در مورد توزیع سود سهام پس از یک مشاوره در مورد ورشکستگی و حاکمیت شرکتی است. هدف این بود که به نگرانی‌هایی که در آن شرکت‌های دارای مشکلات مالی همچنان می‌توانستند «سود سهام قابل توجهی» را بین سهامداران خود توزیع کنند، رسیدگی شود. الزامی پیشنهاد شده است که بر اساس آن بزرگ‌ترین شرکت‌ها موظف به انتشار بیانیه سیاست توزیع پوشش توزیع سود سهام باشند.
قانون در انگلستان و ولز در مورد پرداخت سود سهام در سال ۲۰۱۸ توسط دادگاه تجدید نظر انگلستان و ولز در پرونده Global Corporate Ltd v Hale [2018] EWCA Civ 2618 روشن شد. برخی از پرداخت‌های انجام شده به یک مدیر/سهامدار توسط دادگاه عالی به عنوان پرداخت‌های کوانتوم به هیل در سمت او به عنوان مدیر شرکت تلقی می‌شد، اما دادگاه تجدید نظر این حکم را لغو کرد و پرداخت‌ها را به عنوان سود سهام در نظر گرفت. در زمان پرداخت، آنها به عنوان «سود سهام» قابل پرداخت از سود پیش‌بینی شده در نظر گرفته می‌شدند. شرکت متعاقباً به تصفیه رفت. تلاش برای توصیف مجدد پرداخت‌ها به عنوان پرداخت برای خدمات ارائه شده غیرقانونی تلقی شد.

## اثر سود سهام بر قیمت سهام
پس از اینکه یک سهم بدون سود سهام می‌شود (زمانی که سود سهام پرداخت شده است و انتظار پرداخت سود سهام دیگری در آینده نزدیک وجود ندارد)، قیمت سهام باید کاهش یابد.
برای محاسبه میزان کاهش، روش سنتی این است که اثرات مالی سود سهام را از دیدگاه شرکت بررسی کنیم. از آنجایی که شرکت مثلاً x پوند سود سهام به ازای هر سهم را از حساب نقدی خود در سمت چپ ترازنامه پرداخت کرده است، حساب حقوق صاحبان سهام در سمت راست باید به همان میزان کاهش یابد. این بدان معناست که سود x پوندی باید منجر به کاهش x پوندی در قیمت سهام شود.
روش دقیق‌تر برای محاسبه کاهش قیمت، نگاه کردن به قیمت سهام و سود سهام از دیدگاه پس از کسر مالیات یک سهامدار است. کاهش پس از کسر مالیات در قیمت سهام (یا سود/زیان سرمایه) باید معادل سود سهام پس از کسر مالیات باشد. به عنوان مثال، اگر مالیات بر عایدی سرمایه Tcg 35 درصد و مالیات بر سود سهام Td 15 درصد باشد، یک سود ۱ پوندی معادل ۰٫۸۵ پوند پول پس از کسر مالیات است. برای به دست آوردن همان سود مالی، ارزش زیان سرمایه پس از کسر مالیات باید برابر با ۰٫۸۵ پوند باشد. زیان سرمایه قبل از کسر مالیات ۰٫۸۵ پوند تقسیم بر (1-Tcg) = ۰٫۸۵ پوند تقسیم بر (۱–۰٫۳۵) = ۰٫۸۵ پوند تقسیم بر ۰٫۶۵ = ۱٫۳۱ پوند خواهد بود. در این حالت، سود سهام ۱ پوندی منجر به کاهش بیشتر قیمت سهام ۱٫۳۱ پوند شده است، زیرا نرخ مالیات بر زیان سرمایه بیشتر از نرخ مالیات سود سهام است. با این حال، در بسیاری از کشورها، بازار سهام تحت سلطه مؤسساتی است که هیچ مالیات اضافی بر سود سهام دریافتی (برخلاف مالیات بر سود کلی) نمی‌پردازند. در این صورت، قیمت سهام باید به میزان کل سود کاهش یابد.
در نهایت، تحلیل اوراق بهاداری که سود سهام را در نظر نمی‌گیرد، ممکن است کاهش قیمت سهام را نادیده بگیرد، برای مثال در مورد هدف نسبت قیمت به درآمد که پول نقد را پس نمی‌گیرد. یا هنگام مقایسه دوره‌های مختلف، کاهش را تقویت کنید.
تأثیر پرداخت سود سهام بر قیمت سهام دلیل مهمی است که چرا گاهی اوقات استفاده از گزینه خرید زودهنگام می‌تواند مطلوب باشد.

### انتقاد و تحلیل
برخی معتقدند که سود شرکت بهتر است در شرکت با اقداماتی مانند تحقیق و توسعه، سرمایه‌گذاری سرمایه یا توسعه مجدد سرمایه‌گذاری شود. طرفداران این دیدگاه (و بنابراین منتقدان سود سهام به خودی خود) پیشنهاد می‌کنند که اشتیاق برای بازگرداندن سود به سهامداران ممکن است نشان دهنده این باشد که مدیریت ایده‌های خوبی برای آینده شرکت ندارد. پیتر لینچ از سرمایه‌گذاری‌های وفاداری به اصل، با این استدلال مخالفت کرد و اعلام کرد: «یک استدلال قوی به نفع شرکت‌هایی که سود سهام می‌پردازند این است که شرکت‌هایی که سود سهام پرداخت نمی‌کنند، سابقه بدی در هدر دادن پول در رشته‌ای از تنوع‌های احمقانه دارند.» با استفاده از اصطلاحی که خود برای تنوع ایجاد کرده است که منجر به اثرات بدتر می‌شود، نه بهتر. علاوه بر این، مطالعات نشان داده‌اند که شرکت‌هایی که سود سهام می‌پردازند، رشد درآمد بالاتری دارند، که نشان می‌دهد پرداخت سود سهام ممکن است گواه اعتماد به رشد درآمد و سودآوری کافی برای تأمین مالی توسعه آینده باشد. بنجامین گراهام و دیوید داد در «تحلیل اوراق بهادار» (۱۹۳۴) نوشتند: «هدف اصلی یک شرکت تجاری پرداخت سود سهام به مالکان آن است. یک شرکت موفق شرکتی است که بتواند به‌طور منظم سود سهام بپردازد و احتمالاً نرخ آن را با گذشت زمان افزایش دهد».
مطالعات دیگر نشان می‌دهد که سهام دارای سود سهام تمایل دارند عملکرد بلندمدت بهتری نسبت به بازار کلی حداقل در اقتصادهای توسعه یافته ارائه دهند، نسبت به یک شاخص سهام مانند S&P 500 یا میانگین صنعتی داو جونز یا نسبت به سهامی که سود سهام پرداخت نمی‌کنند. چندین توضیح برای این عملکرد برتر ارائه شده است، مانند اینکه سود سهام با سهام ارزشی مرتبط است که خود با عملکرد برتر بلندمدت مرتبط هستند. دوام بیشتری در سقوط یا بازار نزولی داشته باشید. با شرکت‌های سودآوری که سطوح بالایی از جریان نقدی آزاد را نشان می‌دهند مرتبط باشد. و با شرکت‌های بالغ و غیر مد روز مرتبط باشند که توسط بسیاری از سرمایه‌گذاران نادیده گرفته می‌شوند و بنابراین یک استراتژی معکوس مؤثر هستند. مدیران دارایی در Tweedy, Browne و Capital Group پیشنهاد کرده‌اند که سود سهام معیار مؤثری برای وضعیت مالی کلی یک شرکت است.
سهامداران شرکت‌هایی که سود سهام نقدی کم یا بدون پرداخت می‌کنند، می‌توانند به‌طور بالقوه از سود شرکت هنگام فروش سهام خود یا زمانی که یک شرکت بسته می‌شود و تمام دارایی‌ها نقد می‌شود و بین سهامداران توزیع می‌شود، بهره‌مند شوند. با این حال، داده‌های پروفسور جرمی سیگل نشان داد که سهامی که سود سهام پرداخت نمی‌کنند، به عنوان یک گروه، نسبت به بازار سهام عمومی عملکرد بلندمدت بدتری دارند و همچنین نسبت به سهام دارای سود سهام عملکرد بدتری دارند.

#### پیامدهای مالیاتی
مالیات بر سود سهام اغلب به عنوان توجیهی برای حفظ درآمد یا برای انجام بازخرید سهام استفاده می‌شود که در آن شرکت سهام را بازخرید می‌کند و در نتیجه ارزش سهام باقی مانده را افزایش می‌دهد.
هنگامی که سود سهام پرداخت می‌شود، سهام‌داران انفرادی در بسیاری از کشورها از مالیات مضاعف بر آن سود سهام رنج می‌برند:
1. شرکت هنگام کسب درآمد، مالیات بر درآمد را به دولت می‌پردازد، و سپس
2. هنگامی که سود سهام پرداخت می‌شود، سهامدار انفرادی بر پرداخت سود سهام مالیات بر درآمد می‌پردازد.

در بسیاری از کشورها، نرخ مالیات بر درآمد سود سهام کمتر از سایر اشکال درآمد است تا جبران مالیات پرداخت شده در سطح شرکت شود.
سود سرمایه را نباید با سود سهام اشتباه گرفت. به‌طور کلی، سود سرمایه زمانی اتفاق می‌افتد که یک دارایی سرمایه‌ای به مبلغی بیشتر از مبلغ هزینه آن در زمان خرید سرمایه‌گذاری فروخته شود. سود سهام تقسیم بخشی از سود است و با نرخ مالیات سود سهام مشمول مالیات می‌شود. اگر افزایش ارزش سهام وجود داشته باشد و سهامدار تصمیم به فروش سهام بگیرد، سهامدار مالیات بر عایدی سرمایه را پرداخت خواهد کرد (که اغلب با نرخ کمتر از درآمد عادی مشمول مالیات می‌شود). اگر دارنده سهام تصمیم بگیرد در بازخرید شرکت نکند، قیمت سهام دارنده می‌تواند افزایش یابد (و همچنین می‌تواند کاهش یابد)، اما مالیات بر این سود تا زمان فروش سهام به تعویق می‌افتد.
انواع خاصی از شرکت‌های سرمایه‌گذاری تخصصی (مانند شرکت سرمایه‌گذاری املاک و مستغلات (REIT) در ایالات متحده) به سهامدار اجازه می‌دهند تا بخشی یا به‌طور کامل از مالیات مضاعف بر سود سهام اجتناب کند.

## سایر نهادهای شرکتی

### شرکت‌های تعاونی
کسب‌وکارهای تعاونی ممکن است درآمد خود را حفظ کنند، یا بخشی یا همه آنها را به عنوان سود سهام بین اعضای خود توزیع کنند. آنها سود سهام خود را به نسبت فعالیت اعضای خود، به جای ارزش سهام اعضای خود، توزیع می‌کنند؛ بنابراین، سود سهام تعاونی اغلب به عنوان هزینه‌های قبل از کسر مالیات در نظر گرفته می‌شود. به عبارت دیگر، قوانین مالیاتی یا حسابداری محلی ممکن است سود سهام را به عنوان نوعی تخفیف مشتری یا پاداش کارکنان در نظر بگیرند که قبل از محاسبه سود (سود مالیاتی یا سود عملیاتی) از گردش مالی کسر می‌شود.
- شرکت‌های تعاونی مصرف سود سهام را بر اساس تجارت اعضای خود با تعاونی تخصیص می‌دهند. به عنوان مثال، یک اتحادیه اعتباری، سودی را برای نشان دادن بهره سپرده پس‌اندازکننده پرداخت می‌کند. یک فروشگاه زنجیره‌ای تعاونی خرده‌فروشی ممکن است درصدی از خریدهای یک عضو را از تعاونی به صورت نقدی، اعتبار فروشگاه یا سهام بازگرداند. این نوع سود سهام گاهی اوقات به عنوان سود حامی یا بازپرداخت حمایت شناخته می‌شود، و همچنین به‌طور غیررسمی دیوی نامیده می‌شود.
- شرکت‌های تعاونی تولیدکننده، مانند تعاونی‌های کارگری، سود سهام را بر اساس مشارکت اعضای خود، مانند ساعاتی که کار کرده‌اند یا حقوقشان، تخصیص می‌دهند.

### تراست‌ها
در صندوق‌های سرمایه‌گذاری مستغلات و تراست‌های حق امتیاز، توزیع‌های پرداخت شده اغلب به‌طور مداوم بیشتر از درآمد شرکت خواهد بود. این می‌تواند پایدار باشد زیرا درآمد حسابداری هیچ افزایش ارزشی از دارایی‌های املاک و مستغلات و ذخایر منابع را تشخیص نمی‌دهد. اگر افزایش اقتصادی در ارزش دارایی‌های شرکت وجود نداشته باشد، توزیع مازاد (یا سود سهام) بازگشت سرمایه خواهد بود و ارزش دفتری شرکت به همان میزان کاهش می‌یابد. این ممکن است منجر به سود سرمایه شود که ممکن است متفاوت از سود سهام که نشان دهنده توزیع سود است، مشمول مالیات شود.
توزیع سود توسط سایر اشکال سازمان‌های متقابل نیز با شرکت‌های سهامی مشترک متفاوت است، اگرچه ممکن است به شکل سود سهام نباشد.
به عنوان مثال، در مورد بیمه متقابل، در ایالات متحده، توزیع سود به دارندگان بیمه عمر مشارکتی، سود سهام نامیده می‌شود. این سودها از طریق بازده سرمایه‌گذاری حساب عمومی بیمه‌گر ایجاد می‌شود، که در آن حق بیمه‌ها سرمایه‌گذاری می‌شوند و از آنها مطالبات پرداخت می‌شود. سود سهام مشارکتی ممکن است برای کاهش حق بیمه یا افزایش ارزش نقدی بیمه‌نامه استفاده شود. برخی از بیمه‌های عمر، سود سهام غیر مشارکتی را پرداخت می‌کنند. به عنوان یک مثال متضاد، در بریتانیا، ارزش تسلیم یک بیمه‌نامه با سود، با یک جایزه افزایش می‌یابد، که همچنین هدف توزیع سود را انجام می‌دهد. سود سهام و پاداش بیمه عمر در حالی که نمونه بیمه متقابل هستند، توسط برخی از بیمه‌گران سهامی نیز پرداخت می‌شوند.
پرداخت سود سهام بیمه محدود به بیمه عمر نیست. به عنوان مثال، شرکت بیمه عمومی استیت فارم می‌تواند سود سهام را بین دارندگان بیمه خودرو خود توزیع کند.